# Jackie Gleason

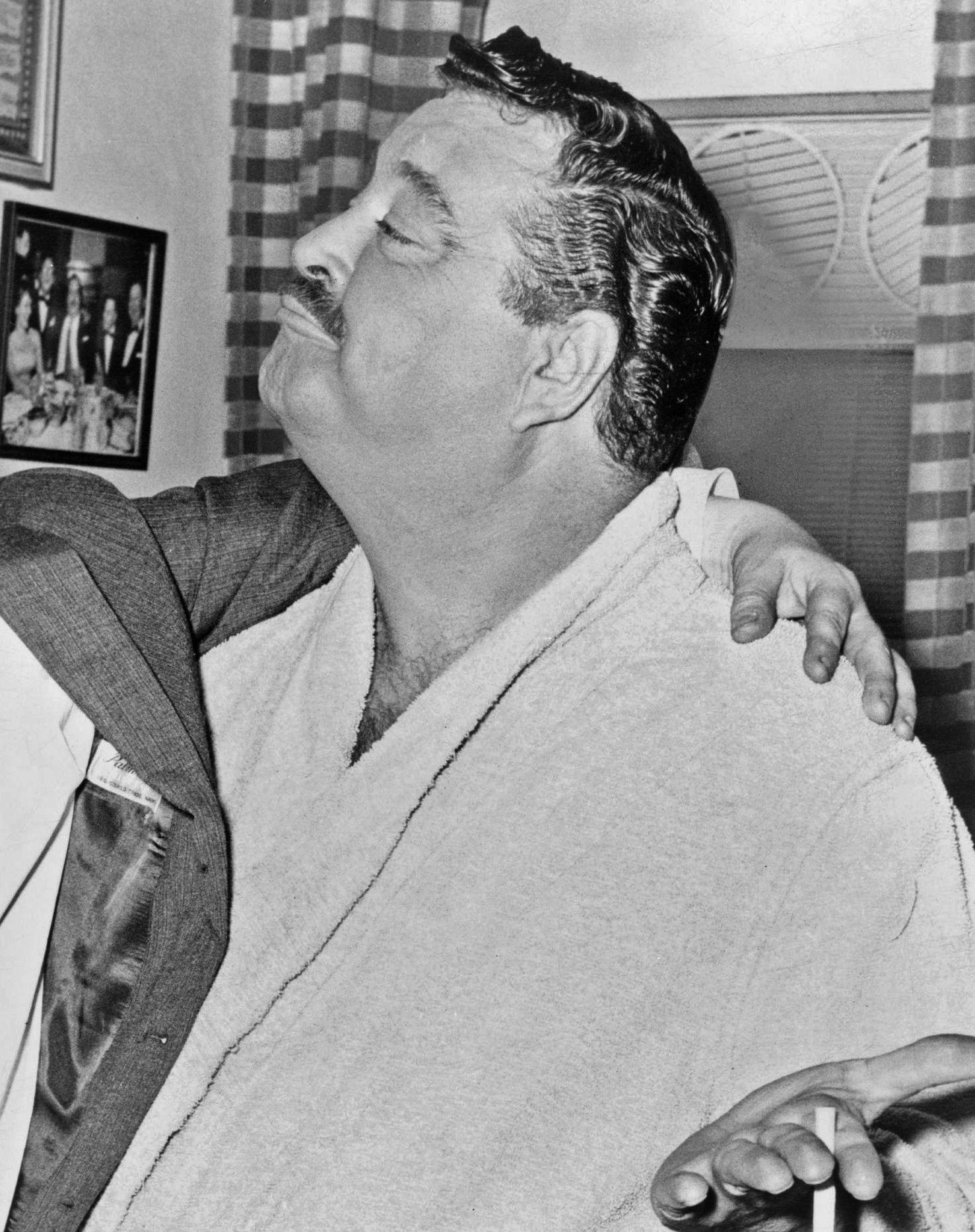
Jackie Gleason (1960)

Jackie Gleason (* 26. Februar 1916 in Bushwick, Brooklyn, New York City; † 24. Juni 1987 in Fort Lauderdale, Florida) war ein US-amerikanischer Komiker, Schauspieler, Komponist und Big-Band-Leader. In den Vereinigten Staaten erreichte er durch seine Fernsehshow The Jackie Gleason Show (1952–1970) und die Sitcom The Honeymooners (1955–1956) eine hohe Popularität. Im Kino wurde er für seine Charakterrolle in Haie der Großstadt (1961) für den Oscar nominiert und spielte in der Ein ausgekochtes Schlitzohr-Filmreihe neben Burt Reynolds den Sheriff Buford T. Justice.

## Leben

### Kindheit
Gleason wurde als Herbert Walton Gleason Jr. in Bushwick, New York City geboren und auf den Namen Herbert John Gleason getauft. Von seiner Mutter, die ihn allein erzog, wurde er „Jackie“ gerufen. Er wuchs in New York auf und ging dort in die öffentliche Schule.

### Karriere
In seiner Karriere war er Master of Ceremonies in Amateurshows, ein Stuntfahrer, DJ und später dann ein Comedian in Nachtclubs. Anfang der 1940er-Jahre wurde Warner-Brothers-Chef Jack L. Warner auf ihn aufmerksam und nahm ihn für 250 US-Dollar in der Woche unter Vertrag. Der übergewichtige, schwarzhaarige Darsteller blieb allerdings in den 1940er-Jahren zunächst nur Darsteller von komischen Nebenrollen.

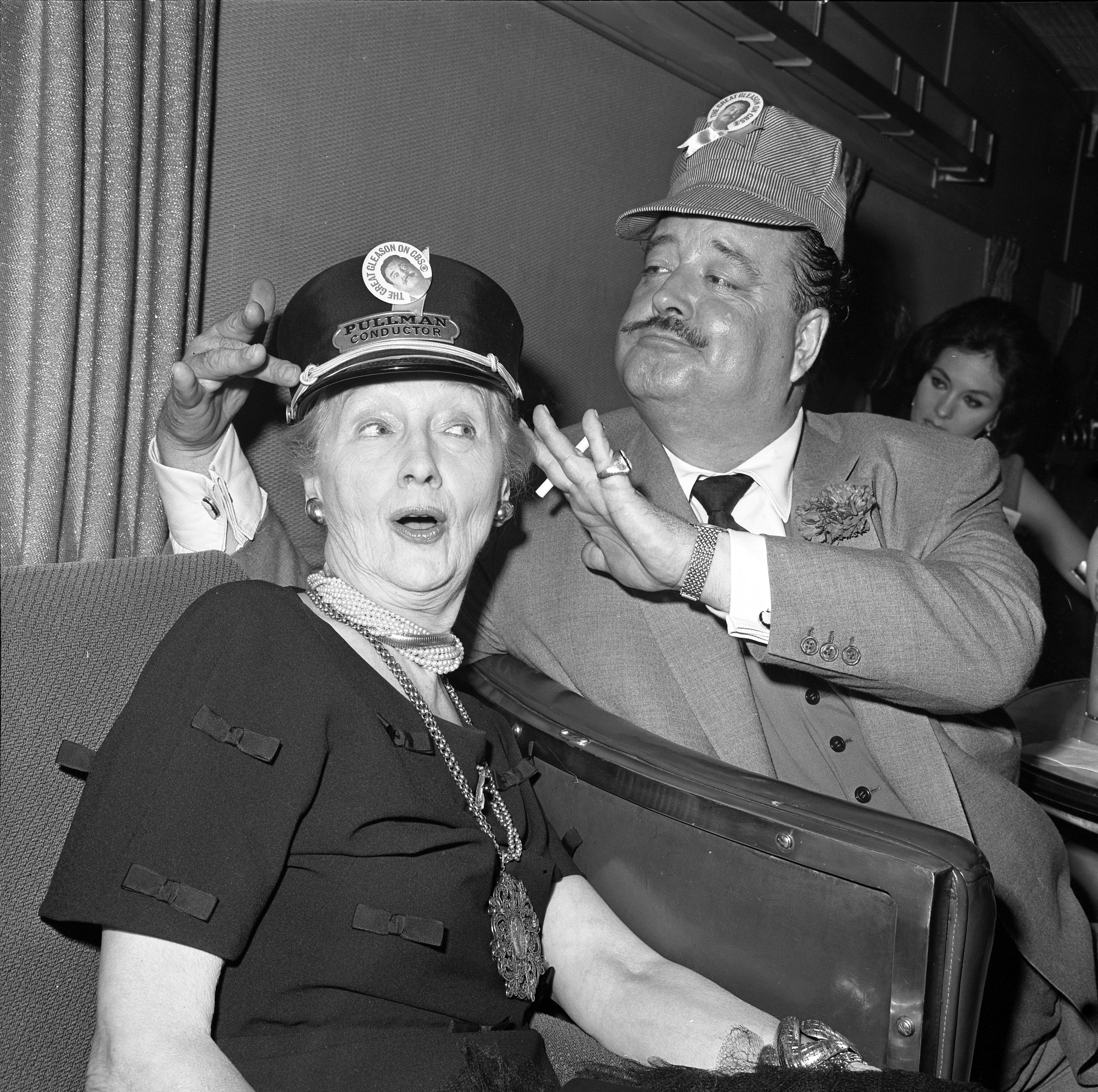
Gleason mit Hedda Hopper (1962)

Den großen Durchbruch erlebte Jackie Gleason in den 1950er-Jahren durch das Fernsehen. Gleason engagierte sich schon früh beim Fernsehen, das während dieses Jahrzehnts in den USA zum Massenmedium wurde. Berühmt machte ihn die Rolle des hitzköpfigen Busfahrers Ralph Kramden in der zwischen 1955 und 1956 erstausgestrahlten Fernsehserie The Honeymooners und die er auch nach dem Ende der Serie immer wieder in Sketchen aufleben ließ. Die in Deutschland nie ausgestrahlte Serie besitzt bis heute Kultstatus in den USA. Insgesamt hatte er von 1952 bis 1970 mehrere populäre Fernsehshows mit seinem Namen im Titel, besonders bei CBS Television, die ihn zu einem der führenden US-amerikanischen Entertainer der 1950er- und 1960er-Jahre machten. Gleason war bekannt für seine Abneigung gegenüber Proben. Selbst bei Liveshows wollte er alles immer nur einmal machen und improvisieren. Häufig gestaltete er seine Figuren lebensnah an Verhaltensweisen typischer New Yorker, seine Komik bestand aus einer Mischung aus Slapstick und Verbalhumor.
Mitte der 1950er Jahre schrieb er zahlreiche Musikstücke, die sehr populär zu der Zeit waren. Er nahm sie mit seinem Orchester für Capitol Records auf, mit George Dale Williams als Arrangeur. Sie standen anfangs in Zusammenhang mit der Fernsehserie Music for the Love Hours. Beteiligt waren auch Jazzmusiker (Gleason war ein Jazzfan) wie Bobby Hackett, Toots Mondello, Pee Wee Erwin, Lawrence Brown, Hank Jones, Charlie Ventura und Jimmy Cleveland. Er veröffentlichte bis Ende der 1960er Jahre regelmäßig Alben.
Als eine seiner besten Darstellungen gilt die des Poolbillardspielers „Minnesota Fats“ neben Paul Newman in Haie der Großstadt. Gleason erhielt seine einzige Oscar-Nominierung in der Kategorie Bester Nebendarsteller für seine Darstellung. Zu seinen populärsten Filmen zählt Ein ausgekochtes Schlitzohr mit Burt Reynolds, Jerry Reed und Sally Field. Später wurden dann noch zwei Fortsetzungen gedreht, in denen Gleason seine Darstellung des großmäuligen Sheriffs Buford T. Justice aus Texas wiederholte.

### Tod und Privatleben
Am 24. Juni 1987 starb Jackie Gleason an Darm- und Leberkrebs. Er war dreimal verheiratet und hatte mit seiner ersten Frau zwei Töchter.

## Filmografie
- 1941: Navy Blues
- 1941: Steel Against the Sky
- 1941: Agenten der Nacht (All Through the Night)
- 1942: Lady Gangster
- 1942: Tramp, Tramp, Tramp
- 1942: Die fröhliche Gauner GmbH (Larceny, Inc.)
- 1942: Escape from Crime
- 1942: Orchestra Wives
- 1942: Springtime in the Rockies
- 1949: The Life of Riley
- 1949: Cavalcade of Stars
- 1950: Der Wüstenfalke (The Desert Hawk)
- 1951: Musical Comedy Time
- 1951: The Colgate Comedy Hour
- 1952: The Jackie Gleason Show
- 1955: The Best of Broadway
- 1955: Studio One
- 1956: The Honeymooners
- 1958: Playhouse 90
- 1960: The Secret World of Eddie Hodges
- 1961: Haie der Großstadt (The Hustler)
- 1962: Gigot, der Stumme vom Montmartre (Gigot)
- 1962: Die Faust im Gesicht (Requiem for a Heavyweight)
- 1963: Papa’s Delicate Condition
- 1963: Soldier in the Rain
- 1966: The Jackie Gleason Show
- 1968: Here’s Lucy
- 1968: Skidoo
- 1969: How to Commit Marriage
- 1969: Don’t Drink the Water
- 1970: How Do I Love Thee?
- 1975: A Lucille Ball Special Starring Lucille Ball and Jackie Gleason
- 1976: The Honeymooners Second Honeymoon
- 1976: The Captain and Tennille
- 1977: Mister Billion
- 1977: Ein ausgekochtes Schlitzohr (Smokey and the Bandit)
- 1977: The Honeymooners Christmas Special
- 1978: The Honeymooners Valentine Special
- 1980: Das ausgekochte Schlitzohr ist wieder auf Achse (Smokey and the Bandit II)
- 1982: Der Spielgefährte (The Toy)
- 1983: Zwei ausgekochte Gauner (The Sting II)
- 1983: Das ausgekochte Schlitzohr III (Smokey and the Bandit Part 3)
- 1983: Mr. Halpern and Mr. Johnson
- 1985: Izzy & Moe
- 1986: Nothing in Common – Sie haben nichts gemeinsam (Nothing in Common)

## Diskografie (Auswahl)

### Alben
| Jahr | Titel                                   | Höchstplatzierung, Gesamtwochen, AuszeichnungChartsChartplatzierungen (Jahr, Titel, Platzierungen, Wochen, Auszeichnungen, Anmerkungen) | Anmerkungen |
| Jahr | Titel                                   | US | Anmerkungen |
| ---- | --------------------------------------- | --- | ----------- |
| 1953 | Lover’s Rhapsody                        | US7 (5 Wo.)US |             |
| 1953 | Music for Lovers Only                   | US2 Gold · (176 Wo.)US |             |
| 1954 | Tawny                                   | US1 (30 Wo.)US |             |
| 1954 | Music, Martinis and Memories            | US1 Gold · (59 Wo.)US |             |
| 1954 | Music to Make You Misty                 | US2 (46 Wo.)US |             |
| 1955 | Jackie Gleason Plays Romantic Jazz      | US2 (21 Wo.)US |             |
| 1955 | Music to Remember Her                   | US5 (16 Wo.)US |             |
| 1955 | Lonesome Echo                           | US1 (27 Wo.)US |             |
| 1956 | Music to Change Her Mind                | US8 (7 Wo.)US |             |
| 1956 | Night Winds                             | US10 (10 Wo.)US |             |
| 1957 | Music for the Love Hours                | US13 (2 Wo.)US |             |
| 1957 | Velvet Brass                            | US16 (10 Wo.)US |             |
| 1963 | Movie Themes – For Lovers Only          | US82 (5 Wo.)US |             |
| 1963 | Today’s Romantic Hits/For Lovers Only   | US115 (8 Wo.)US |             |
| 1964 | Today’s Romantic Hits/For Lovers Only 2 | US82 (10 Wo.)US |             |
| 1966 | Silk ’N’ Brass                          | US141 (4 Wo.)US |             |
| 1966 | How Sweet It Is For Lovers              | US71 (11 Wo.)US |             |
| 1967 | A Taste Of Brass For Lovers Only        | US200 (2 Wo.)US |             |
| 1969 | Close-Up                                | US192 (2 Wo.)US |             |

Weitere Alben
- 1955: And Awaaay We Go!
- 1956: Merry Christmas

### Singles
| Jahr | Titel Album                      | Höchstplatzierung, Gesamtwochen, AuszeichnungChartsChartplatzierungen (Jahr, Titel, Album, Platzierungen, Wochen, Auszeichnungen, Anmerkungen) | Anmerkungen |
| Jahr | Titel Album                      | US | Anmerkungen |
| ---- | -------------------------------- | --- | ----------- |
| 1955 | Autumn Leaves Autumn Leaves (EP) | US49 (10 Wo.)US |             |